# Берт Камерон
Бертланд „Берт" Камерон (енгл. Bertland „Bert" Cameron; Spanish Town, 16. новембар 1959) био је јамајкански атлетичар специјалиста у трчању на 400 м, први светски првак у тој дисциплини и троструки учесник Летњих олимпијских игара.

## Спортска биографија
Године 1983. током Првог светског првенства у Хелсинкију, освојио је на 400 м, прво финале у историји такмичења. Наредне године, био је близу освајања и олимпијске титуле на 400 м, али је морао одустати после повреде у полуфиналној трци. Године 1988. са штафетом Јамајке освојио је једину своју олимпијску медаљу. Штафета на 4 х 400 метара. завршила јеа на другом месту.

## Значајнији резултати
| Датум               | Такмичење                            | Место               | Пласман             | 400 м               | 4 х 400 м           | Резултат            | Детаљи              |
| Представљао Јамајку | Представљао Јамајку                  | Представљао Јамајку | Представљао Јамајку | Представљао Јамајку | Представљао Јамајку | Представљао Јамајку | Представљао Јамајку |
| ------------------- | ------------------------------------ | ------------------- | ------------------- | ------------------- | ------------------- | ------------------- | ------------------- |
| 1978                | Игре Кономвелта                      | Едмонтон            | 2                   | -                   | 4 х 400 м           | 3:04,00             |                     |
| 1980                | Олимпијске игре                      | Москва              | 26                  | 400 м               |                     | 47,31               |                     |
| 1980                | Олимпијске игре                      | Москва              | БП                  |                     | 4 х 400 м           | НЗ                  |                     |
| 1981                | Светски куп                          | Рим                 | 3.                  | 400 м               |                     | 45,27               |                     |
| 1981                | Светски куп                          | Рим                 | 3.                  |                     | 4 х 400 м           | 3:02,01             |                     |
| 1981                | Првенство Централне Америке и Кариба | Санто Доминго       | 1.                  | 400 м               |                     | 46,05 РП            |                     |
| 1982                | Игре Кономвелта                      | Едмонтон            | 1.                  | 400 м               |                     | 45,89               |                     |
| 1982                | Игре Централне Америке и Кариба      | Хавана              | 1.                  | 400 м               |                     | 45,10               |                     |
| 1983                | Светско првенство                    | Хелсинки            |                     | 400 м               |                     | 45,05 РСП           |                     |
| 1984                | Олимпијске игре                      | Лос Анђелес         | 8                   | 400 м               |                     | 45,50               |                     |
| 1985                | Првенство Централне Америке и Кариба | Насау               | 2.                  | 400 м               |                     | 45,44               |                     |
| 1987                | Панамеричке игре                     | Индијанаполис       | 2.                  | 400 м               |                     | 44,72               |                     |
| 1988                | Олимпијске игре                      | Сеул                | 6.                  | 400 м               |                     | 44,94               |                     |
| 1988                | Олимпијске игре                      | Сеул                |                     |                     | 4 х 400 м           | 3:00,30             |                     |

## Лични рекорди
| Дисциплина | Дисциплина   | Резултат | Место      | Даум                |
| ---------- | ------------ | -------- | ---------- | ------------------- |
| 400 м      | На отвореном | 44,50    | Сеул       | 26. септембар 1988. |
| 400 м      | У дворани    | 46,93    | Будимпешта | 4. март 1989.       |